# الویس کامسوبا
الویس کامسوبا (انگلیسی: Elvis Kamsoba؛ زادهٔ ۲۷ ژوئن ۱۹۹۶) بازیکن فوتبال اهل بوروندی-استرالیا است که در پست هافبک هجومی برای تیم ملی بوروندی بازی می‌کند.
از باشگاه‌هایی که در آن بازی کرده‌است می‌توان به باشگاه فوتبال ملبورن ویکتوری، باشگاه فوتبال سیدنی و سپاهان اشاره کرد.